# Antonio Corpora
Antonio Corpora (* 15. August 1909 in Tunis, Tunesien; † 6. September 2004 in Rom) war ein italienischer Maler.

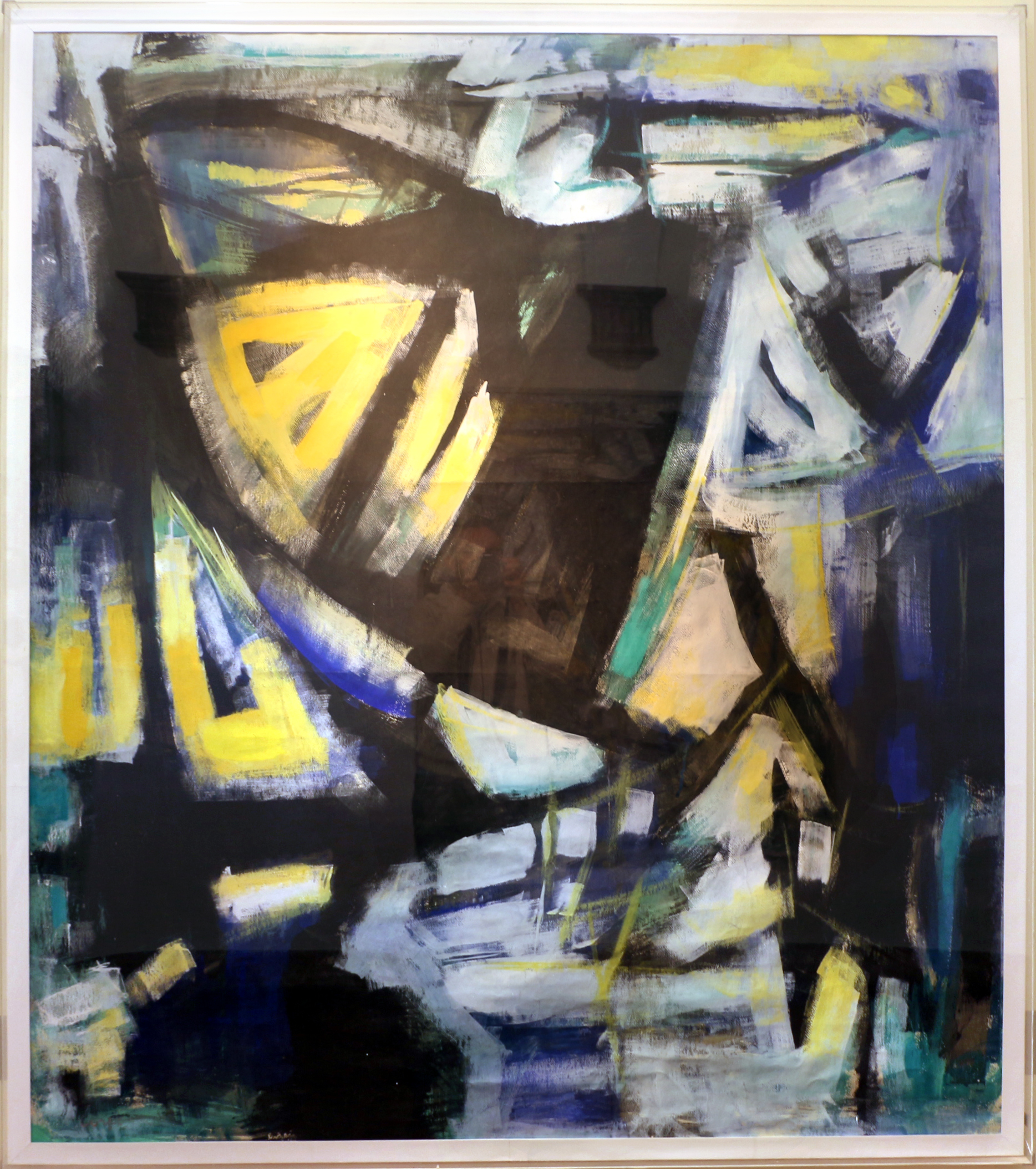
Senza Titolo (Ohne Titel), 1957

## Leben und Wirken
Antonio Corpora verbrachte seine Kindheit und Jugend in Tunis, wo er an der dortigen Kunsthochschule bei Armand Vergeaud studierte. Im Jahr 1930 zog Corpora nach Florenz und begann dort die Gemälde der alten Meister zu kopieren. 1931 siedelte Corpora nach Paris und knüpfte künstlerische Kontakte zu Alberto Giacometti und Sergio Signori. Er unternahm Anfang der 1930er Jahre weitere Studienreisen nach Italien und Tunesien. Im Jahr 1934 war er in Tunesien Mitbegründer der Künstlergruppe „Les quatres“. Während der 1930er Jahre zeichnete sich seine abstrakte Malweise durch die Verwendung von Farbstreifen und geometrischen Formen aus.
In den Jahren 1938/39 hatte Corpora eine Professur für das Lehrfach Bühnenbild in Bologna. Während des Zweiten Weltkrieges lebte und arbeitete Corpora in Tunis. Er kehrte im Jahr 1945 nach Italien zurück. Im selben Jahr war er Mitbegründer der Künstlergruppe Neo-cubista, zusammen mit Renato Guttuso, Pericle Fazzini und anderen Künstlern. In dieser Zeit wurden die Bilder von Corpora stark von Georges Braque und Henri Matisse inspiriert.
Er trat der Künstlerbewegung „Fronte Nuovo delle Arti“ bei. Nach der Spaltung der „Fronte Nuovo delle Arti“ gründete er 1952 die Gruppe „Gruppo degli Otto“ zusammen mit den Künstlern Afro Basaldella, Ennio Morlotti, Renato Birolli, Emilio Vedova, Giuseppe Santomaso, Giulio Turcato und Mattia Moreni.
Gegen Ende der 1940er Jahre und in den 1950er Jahren fand die Malerei Corporas zum Abstrakten Expressionismus und in den 1960er Jahren zum Informel. In den 1970er Jahren sind keine geometrischen Formen mehr in seinen Bildern zu finden. Ab dem Jahr 1975 verwendete Corpora eine neue Technik, indem er auf mit Gips und Sand angerauhten Leinwänden leuchtende Farben auftrug, bis er gegen Ende seines Lebens wieder zu den Farbstreifen in seinen Gemälden zurückkehrte.
Antonio Corpora war zwischen den Jahren 1948 bis 1956 vier Mal Teilnehmer der Biennale von Venedig. Er war Teilnehmer der documenta 1 1955 und der documenta II im Jahr 1959 in Kassel. Im Jahr 1968 erhielt er bei der Biennale in Rom einige Auszeichnungen.
Im Jahr 2003 wurde Antonio Corpora zum Mitglied der Accademia di San Luca zu Rom ernannt. Antonio Corpora ist am 6. September 2004 in Rom gestorben.